# Bataille de Magetobriga
Guerre des Gaules
Batailles
- Magetobriga (60)
- Arar (58)
- Cavillonum (58)
- Bibracte (58)
- Ochsenfeld (58)
- L'Aisne (57)
- Le Sabis (57)
- Octodure (57)
- Morbihan (navale) (56)
- Vernix (56)
- Expéditions en Bretagne (55 et 54)
- Aduatuca (54)
- Avaricum (52)
- Gergovie (52)
- Lutèce (52)
- Alésia (52)
- Uxellodunum (51)

La bataille de Magetobriga (ou Admagétobrige) est un épisode de la confrontation entre Celtes et Germains lors des migrations germaniques du Ier siècle av. J.-C. Elle a opposé des Germains conduits par Arioviste et majoritairement suèves, à une coalition gauloise s'efforçant de les repousser.

## Contexte
D'après Strabon, les raisons du conflit entre les Eduens et les Sequanes étaient principalement commerciales : l'Arar (Saône) s'écoulait à la frontière des deux états rivaux. Les deux peuples réclamaient la possession de l'Arar ainsi que la récupération des taxes des marchandises franchissant le fleuve. Les Sequanes contrôlaient l'accès au Rhin et ont construit un oppidum (une ville fortifiée) à Vesontio (Besançon) afin de protéger leurs intérêts. 
Les Séquanes, peuple celtique installé dans le sud de l'Alsace et en Franche-Comté, décidèrent d'utiliser les guerriers suèves pour contrer les Éduens (peuple ami et allié des Romains). Entre 65 et 62 av. J.C. la coalition séquane-suève battit les Éduens qui perdirent une grande partie de leur cavalerie et durent laisser des otages chez les Séquanes. En récompense pour leur aide, les Séquanes durent laisser aux Suèves le sud de l'Alsace ; eux-mêmes prirent aux Éduens les rives de la Saône, qui avaient été la source du conflit. 
La défaite des Éduens ne pouvait laisser les Romains indifférents. Pour calmer les ardeurs d'Arioviste, César l'invita à Rome. Il le combla de cadeaux, le reconnut comme roi des Germains et lui donna le titre d'Ami du Peuple Romain. En fait, Arioviste a dû apprendre à Rome les visées de César sur la Gaule. Il fallait le devancer. Il fit donc passer à l'ouest du Rhin 120 000 Celtes de la vallée du Neckar. Les Séquanes et les Éduens se réconcilièrent et marchèrent contre Arioviste avec tous leurs alliés.

## Hypothèses chronologiques et toponymiques

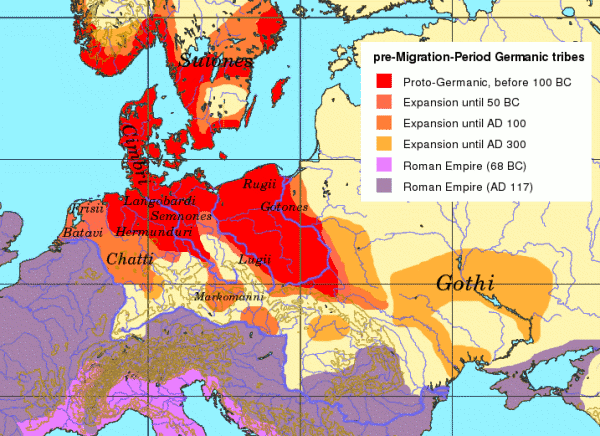
Extension de l'aire de répartition des peuples germaniques du au III